# Каракой
Карако́й (каз. Қарақой) — село у складі Актогайського району Карагандинської області Казахстану. Входить до складу Жидебайського сільського округу.
Населення — 60 осіб (2021; 137 у 2009, 112 у 1999, 165 у 1989).
Національний склад станом на 1989 рік:
- казахи — 100 %.